# Accra Great Argonauts
Die Accra Great Argonauts sind ein ghanaischer Fußballverein aus Accra. Bei den Noble Arrics handelt es sich um das Farmteam des Vereins.
Im Jahr 1953 nahm der Verein an der letztmals ausgetragenen Accra Football League teil. 1956 nahmen die Great Argonauts an der ersten ghanaischen Fußballmeisterschaft teil; während der Saison zog sich die Mannschaft jedoch vom Spielbetrieb zurück.